# Dana Plato
Dana Michelle Strain, più nota come Dana Plato (Maywood, 7 novembre 1964 – Moore, 8 maggio 1999), è stata un'attrice statunitense, famosa per il ruolo di Kimberly Drummond nella serie televisiva Il mio amico Arnold.

## Biografia
La carriera di Plato, iniziata a sette anni con l'apparizione in diversi spot pubblicitari, si interruppe bruscamente con lo stop della celebre serie televisiva Il mio amico Arnold, nella quale aveva interpretato il personaggio di Kimberly Drummond dal 1978 al 1986, prima su base fissa, poi ricorrente, e per cui aveva ricevuto nel 1983 una nomination ai Young Artist Award. Successivamente tentò un rilancio posando per Playboy nel 1989 ma in seguito finì per lavorare soltanto in pellicole hardcore, softcore e B-movies. Nel 1998 apparve nuda sulla copertina della rivista Girlfriends, dichiarandosi lesbica in un'intervista sulla stessa rivista, posizione successivamente smentita. Arrestata nel 1991 per rapina a mano armata in un negozio di video a Las Vegas, città dove lavorava in una lavanderia, aveva da tempo gravi problemi di alcol e droga.

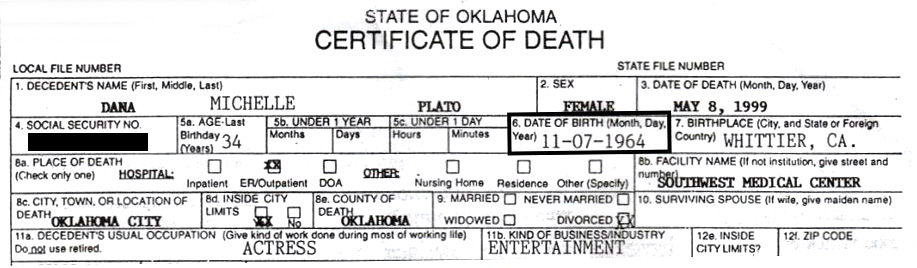
Certificato di morte di Dana Plato

L'8 maggio 1999 fu trovata morta dal suo compagno dell'epoca, Robert Menchaca, dentro la roulotte parcheggiata vicino alla casa della madre di quest'ultimo, a causa di un'overdose di farmaci tranquillanti. La morte venne inizialmente considerata accidentale, ma fu poi classificata come suicidio. La sera precedente alla tragedia, Dana aveva partecipato al The Howard Stern Show, popolare programma radiofonico statunitense. 
Successivamente il suo corpo fu cremato e le ceneri disperse nell'oceano Pacifico.

## Vita privata

### Problemi personali
Dana sposò il chitarrista rock Lanny Lambert il 24 aprile 1984 da cui ebbe Tyler Edward Lambert, il 2 luglio 1984. Quando annunciò la sua gravidanza, Plato fu licenziata dalla serie (l'uscita di scena del suo personaggio fu giustificata con un trasferimento per motivi di studio a Parigi), ma continuò ad apparire come guest star nelle ultime due stagioni. Il matrimonio con Lambert fu un fallimento e terminò nel gennaio del 1988. In seguito perse la custodia di suo figlio.
Non avendo più un elevato sostentamento economico a causa di seri problemi di lavoro (in particolare dopo la morte dei suoi anziani genitori adottivi, il padre Dean Plato e la madre Florine Karen Schwartz), Dana andò in depressione e cominciò a fare uso di droghe e alcool. Il 28 febbraio 1991 si introdusse in una videoteca di Las Vegas, tentando di rendersi irriconoscibile con un paio di occhiali scuri, e minacciò l'impiegata con una pistola finta. Quest'ultima, riconosciutala ugualmente, avvisò le autorità affermando di essere appena stata derubata dalla ragazza che interpretava Kimberly in Arnold. Pochi minuti dopo la rapina, Plato tornò sul luogo, non immaginando di essere stata riconosciuta, e fu immediatamente arrestata. Nel gennaio 1992 fu nuovamente arrestata, questa volta per aver falsificato una prescrizione per il Diazepam. Tuttavia non andò in prigione in nessuno dei due casi poiché venne pagata la cauzione da persone che la conoscevano.

### Morte del figlio
Il 6 maggio 2010, quasi undici anni dopo la morte della madre, il figlio Tyler Lambert si è suicidato anch'egli con un colpo di arma da fuoco alla testa. Aveva 25 anni ed era un aspirante rapper. Sua nonna paterna Joni Richardson ha affermato che faceva uso di alcolici e droga.

## Riconoscimenti
- Young Hollywood Hall of Fame (1980's)[3]

## Filmografia parziale

### Televisione
- L'uomo da sei milioni di dollari (The Six Million Dollar Man) - un episodio (1974)
- In casa Lawrence (Family) - 86 episodi (1976-1980)
- What Really Happened to the Class of '65? - 14 episodi (1977-1978)
- Il mio amico Arnold  (Diff'rent Strokes) - 142 episodi (1978-1984)
- Hello, Larry - 3 episodi (1979-1980)
- L'albero delle mele (The Facts of Life) - 1 episodio (1979)
- CHiPs - episodi "Pattini a rotelle" e "La dottoressa" (1980)
- Love Boat (The Love Boat) - un episodio (1984)
- Genitori in blue jeans (Growing Pains) - un episodio (1985)

### Cinema
- L'esorcista II - L'eretico (Exorcist II: The Heretic), regia di John Boorman (1977)
- Return to Boggy Creek, regia di Tom Moore (1977)
- California Suite, regia di Herbert Ross (1978)
- Prime Suspect, regia di Thomas Constantinides e Bruce Kimmel (1989)
- Night Trap, regia di James W. Riley (1992)
- Le voci del silenzio, regia di John Martensen (1992)
- Bikini Beach Race, regia di Eric Louzil (1992)
- Evidenza sospetta, regia di Donald Farmer (1995)
- Letal Cowboy, regia di Rachel Gordon (1995)
- Millennium Day, regia di Ulli Lommel (1995)
- Blade Boxer, regia di Bruce Reisman (1997)
- Tiger, regia di Serge Rodnunsky (1997)
- Different Strokes, regia di Michael Paul Girard (1998)
- The Hostage, regia di Bryan Todd (1998)
- Desperation Boulevard, regia di Greg Glienna (1998)
- Silent Scream, regia di James Chean (1999)
- Pacino is Missing, regia di Eric Galler (2002)

### Altri media
- Night Trap, videogioco per 3DO, Mega CD, MS-DOS e Mac OS della Digital Pictures, 1992